# Miguel VI, o Estratiótico
Miguel VI, o Estratiótico foi um imperador bizantino que reinou por apenas um ano, de 1056 a 1057.
O seu nome era Miguel Bringas, e era descendente colateral de José Bringas, ministro de Romano II. Seu apelido procede do cargo que desempenhava na burocracia bizantina: encarregado da administração militar. Foi nomeado herdeiro pela imperatriz Teodora, pouco antes da sua morte. No momento da sua ascensão ao trono, Miguel era já um ancião.
Durante o seu breve mandato, favoreceu a burocracia em detrimento da aristocracia militar. Após desairar os principais chefes militares do Império na Primavera de 1057, houve uma conspiração para o derrocar, e a 8 de junho de 1057 foi proclamado imperador o comandante-em-chefe do exército bizantino, Isaac Comneno. O exército rebelde derrotou os partidários de Miguel VI a 20 de agosto desse mesmo ano, entre as cidades de Niceia e Nicomédia. O imperador enviou uma embaixada a Isaac Comneno, encabeçada pelo historiador Miguel Pselo, propondo a coroação de Isaac como césar e futuro sucessor. Embora Isaac aceitasse, o patriarca de Constantinopla Miguel Cerulário instigou um golpe de estado que depôs Miguel VI. A 1 de setembro, Isaac Comneno entrou triunfalmente em Constantinopla. Ao contrário do que costumava ocorrer com os imperadores bizantinos depostos, Miguel não foi assassinado nem cegado, nem teve de exilar-se. Continuou vivendo como cidadão particular, e faleceu pouco depois, por volta de 1059.